# Goiatuba
Goiatuba is een gemeente in de Braziliaanse deelstaat Goiás. De gemeente telt 32.304 inwoners (schatting 2009).

## Aangrenzende gemeenten
De gemeente grenst aan Bom Jesus de Goiás, Buriti Alegre, Castelândia, Itumbiara, Joviânia, Maurilândia, Morrinhos, Panamá, Porteirão en Vicentinópolis.

## Geboren
- Sonny Anderson (1970), voetballer